# Moulineaux
 Moulineaux  es una población y comuna francesa, en la región de Alta Normandía, departamento de Sena Marítimo, en el distrito de Rouen y cantón de Grand-Couronne.

## Demografía
| 462 | 843 | 973 | 838 | 792 | 890 |
| Para los censos de 1962 a 1999 la población legal corresponde a la población sin duplicidades (Fuente: INSEE [Consultar]) |     |     |     |     |     |